# BMC Racing Team 2013
Questa voce raccoglie le informazioni riguardanti il BMC Racing Team nelle competizioni ufficiali della stagione 2013.

## Stagione
Essendo detentrice di una delle diciannove licenze World Tour assegnate dall'Unione Ciclistica Internazionale, la squadra, gestita per la terza stagione consecutiva da Jim Ochowicz, ebbe diritto di partecipare alle gare del calendario UCI World Tour 2013, oltre a quelle dei circuiti continentali UCI. La rosa a disposizione del team manager John Lelangue e dei direttori sportivi rimase sostanzialmente invariata, con i soli arrivi di Dominik Nerz e Daniel Oss dalla Liquigas-Cannondale, e dei neo-pro Sebastian Lander e Lawrence Warbasse; lasciarono invece la squadra George Hincapie, ritiratosi, Mauro Santambrogio – passò alla Vini Fantini-Selle Italia – e Johann Tschopp, in direzione IAM Cycling.
In stagione la squadra ottenne cinque vittorie nel circuito mondiale, tutte nella parte finale di annata: tre tappe al Tour de Pologne, due con Thor Hushovd e una con Taylor Phinney, una frazione alla Vuelta a España con il campione del mondo in carica Philippe Gilbert (prima e unica vittoria in maglia iridata per lui) e infine una tappa al Tour of Beijing ancora con Thor Hushovd. Tra i risultati ottenuti nelle prove del calendario mondiale spiccano anche il terzo posto di Cadel Evans al Giro d'Italia e il quarto posto di Greg Van Avermaet alla Parigi-Roubaix.
La squadra colse però anche numerosi successi nelle gare dei circuiti continentali. Tra essi, la doppietta Tour of California-USA Pro Cycling Challenge messa a referto da Tejay van Garderen – in totale furono otto i trionfi degli uomini BMC nelle gare dell'America Tour – ma anche una tappa al Giro del Trentino con Ivan Santaromita, due frazioni e la classifica generale del Tour de Wallonie con Greg Van Avermaet e tre tappe all'Österreich-Rundfahrt (due con Mathias Frank e una con Hushovd). Spicca anche il doppio successo ottenuto ai campionati italiani: Ivan Santaromita vinse la prova in linea, Marco Pinotti quella a cronometro.
Il miglior classificato nella graduatoria mondiale individuale stagionale fu Greg van Avermaet, diciottesimo con 230 punti; a livello di squadre la BMC concluse invece al decimo posto nella relativa classifica, totalizzando 731 punti.

## Organico
Organico da www.uciworldtour.com.

### Staff tecnico
GM=Generale Manager, TM=Team Manager, DS=Direttore Sportivo.
|  | Naz.                   | Ruolo | Sportivo            |  |  |  |
|  | ---------------------- | ----- | ------------------- |  |  |  |
|  | Stati Uniti (bandiera) | GM    | Jim Ochowicz        |  |  |  |
|  | Belgio (bandiera)      | TM    | John Lelangue       |  |  |  |
|  | Francia (bandiera)     | DS    | Yvon Ledanois       |  |  |  |
|  | Italia (bandiera)      | DS    | Fabio Baldato       |  |  |  |
|  | Stati Uniti (bandiera) | DS    | Jackson Stewart     |  |  |  |
|  | Regno Unito (bandiera) | DS    | Maximilian Sciandri |  |  |  |
|  | Belgio (bandiera)      | DS    | Noël Dejonckheere   |  |  |  |

### Rosa
|  | Naz.                   |  | Sportivo                     | Anno |  |  |
|  | ---------------------- |  | ---------------------------- | ---- |  |  |
|  | Italia (bandiera)      |  | Alessandro Ballan            | 1979 |  |  |
|  | Regno Unito (bandiera) |  | Adam Blythe                  | 1989 |  |  |
|  | Stati Uniti (bandiera) |  | Brent Bookwalter             | 1984 |  |  |
|  | Germania (bandiera)    |  | Marcus Burghardt             | 1983 |  |  |
|  | Regno Unito (bandiera) |  | Steve Cummings               | 1981 |  |  |
|  | Svizzera (bandiera)    |  | Silvan Dillier (stagista)    | 1990 |  |  |
|  | Belgio (bandiera)      |  | Yannick Eijssen              | 1989 |  |  |
|  | Australia (bandiera)   |  | Cadel Evans                  | 1977 |  |  |
|  | Svizzera (bandiera)    |  | Mathias Frank                | 1986 |  |  |
|  | Belgio (bandiera)      |  | Philippe Gilbert             | 1982 |  |  |
|  | Norvegia (bandiera)    |  | Thor Hushovd                 | 1978 |  |  |
|  | Svizzera (bandiera)    |  | Martin Kohler                | 1985 |  |  |
|  | Danimarca (bandiera)   |  | Sebastian Lander             | 1991 |  |  |
|  | Belgio (bandiera)      |  | Klaas Lodewyck               | 1988 |  |  |
|  | Francia (bandiera)     |  | Amaël Moinard                | 1979 |  |  |
|  | Svizzera (bandiera)    |  | Steve Morabito               | 1983 |  |  |
|  | Germania (bandiera)    |  | Dominik Nerz                 | 1989 |  |  |
|  | Rep. Ceca (bandiera)   |  | Jakub Novak (stagista)       | 1990 |  |  |
|  | Italia (bandiera)      |  | Daniel Oss                   | 1987 |  |  |
|  | Stati Uniti (bandiera) |  | Taylor Phinney               | 1990 |  |  |
|  | Italia (bandiera)      |  | Marco Pinotti                | 1976 |  |  |
|  | Italia (bandiera)      |  | Manuel Quinziato             | 1979 |  |  |
|  | Italia (bandiera)      |  | Ivan Santaromita             | 1984 |  |  |
|  | Svizzera (bandiera)    |  | Michael Schär                | 1986 |  |  |
|  | Svizzera (bandiera)    |  | Julien Taramarcaz (stagista) | 1987 |  |  |
|  | Belgio (bandiera)      |  | Greg Van Avermaet            | 1985 |  |  |
|  | Stati Uniti (bandiera) |  | Tejay van Garderen           | 1988 |  |  |
|  | Stati Uniti (bandiera) |  | Lawrence Warbasse            | 1990 |  |  |
|  | Svizzera (bandiera)    |  | Danilo Wyss                  | 1985 |  |  |

## Ciclomercato
| Silvan Dillier (stagista)    | BMC U23          |
| Sebastian Lander             | Glud & Marstrand |
| Dominik Nerz                 | Liquigas         |
| Jakub Novak (stagista)       | BMC U23          |
| Daniel Oss                   | Liquigas         |
| Julien Taramarcaz (stagista) | BMC Mountainbike |
| Lawrence Warbasse            | BMC U23          |

| George Hincapie    | fine carriera |
| Timothy Roe        | BMC U23       |
| Mauro Santambrogio | Vini Fantini  |
| Johann Tschopp     | IAM Cycling   |

## Palmarès

### Corse a tappe
World Tour
- Tour de Pologne

3ª tappa (Thor Hushovd)
4ª tappa (Taylor Phinney)
5ª tappa (Thor Hushovd)
- Vuelta a España

12ª tappa (Philippe Gilbert)
- Tour of Beijing

1ª tappa (Thor Hushovd)
Continental
- Tour of Qatar

1ª tappa (Brent Bookwalter)
2ª tappa (cronosquadre)
- Tour du Haut-Var

1ª tappa (Thor Hushovd)
- Giro del Trentino

4ª tappa (Ivan Santaromita)
- Tour of California

6ª tappa (Tejay van Garderen)
Classifica generale (Tejay van Garderen)
- Österreich Rundfahrt

3ª tappa (Thor Hushovd)
4ª tappa (Mathias Frank)
5ª tappa (Mathias Frank)
- Tour de Wallonie

3ª tappa (Greg Van Avermaet)
5ª tappa (Greg Van Avermaet)
Classifica generale (Greg Van Avermaet)
- Tour of Utah

1ª tappa (Greg Van Avermaet)
- Arctic Race of Norway

2ª tappa (Thor Hushovd)
4ª tappa (Thor Hushovd)
Classifica generale (Thor Hushovd)
- USA Pro Cycling Challenge

2ª tappa (Mathias Frank)
5ª tappa (Tejay van Garderen)
Classifica generale (Tejay van Garderen)
- Tour of Alberta

2ª tappa (Silvan Dillier)
4ª tappa (Cadel Evans)

### Corse in linea
Continental
- Trofeo Melinda, valido come campionato italiano in linea (Ivan Santaromita)

### Campionati nazionali
- Campionati italiani

In linea (Ivan Santaromita)
Cronometro (Marco Pinotti)
- Campionati norvegesi

In linea (Thor Hushovd)
- Campionati svizzeri

In linea (Michael Schär)

## Classifiche UCI

### Calendario mondiale UCI
Individuale
Piazzamenti dei corridori del BMC Racing Team nella classifica individuale dell'UCI World Tour 2013.
| Pos. | Ciclista           | Punti |
| ---- | ------------------ | ----- |
| 18   | Greg Van Avermaet  | 230   |
| 50   | Cadel Evans        | 111   |
| 52   | Tejay van Garderen | 104   |
| 54   | Philippe Gilbert   | 98    |
| 78   | Daniel Oss         | 58    |
| 80   | Mathias Frank      | 55    |
| 85   | Thor Hushovd       | 51    |
| 96   | Taylor Phinney     | 38    |
| 118  | Dominik Nerz       | 21    |
| 143  | Ivan Santaromita   | 12    |
| 181  | Danilo Wyss        | 3     |
| 183  | Martin Kohler      | 3     |
| 207  | Marco Pinotti      | 1     |
| 215  | Manuel Quinziato   | 1     |

Squadra
Nella graduatoria a squadre dell'UCI World Tour il BMC Racing Team concluse in decima posizione (su diciannove), totalizzando 731 punti.